# Валериан и город тысячи планет
«Валериан и город тысячи планет» (фр. Valérian et la Cité des mille planètes) — англоязычный фильм французского режиссёра и сценариста Люка Бессона 2017 года в жанре космооперы, основанный на комиксе Валериан и Лорелин автора Пьера Кристина и художника Жан-Клода Мезьера. Главные роли Валериана и Лорелин исполнили Дейн Дехаан и Кара Делевинь соответственно. Мировая премьера состоялась 21 июля 2017 года, в России — 10 августа 2017 года.
Бессон вместе с супругой лично профинансировали фильм, с производственным бюджетом около 223 млн долларов он стал самой дорогой европейской независимой картиной из когда-либо созданных. Фильм получил неоднозначные отзывы кинокритиков, которые отмечали невнятный сюжет и слабую игру некоторых актёров, однако визуальные эффекты и общий сеттинг были высоко оценены. В прокате фильм собрал 225 млн долларов по всему миру, но из-за высоких затрат на рекламу такие сборы были признаны провальными.

## Сюжет
В XXVIII веке, благодаря сотрудничеству между населением Земли и множеством инопланетных народов, бывшая Международная космическая станция разрастается до таких размеров, что её масса угрожает гравитационной стабильности Земли. В связи с этим правительством Земли было принято решение мобилизовать ресурсы и переместить станцию в Магелланов Поток, где она получает название «Альфа», город тысячи планет — колоссальная космическая структура, населённая разнообразными жителями с тысяч планет. Объединённая человеческая федерация создаёт полицейское спецподразделение для сохранения мира как на Альфе, так и по всей галактике. Среди его сотрудников — высокомерный майор Валериан (Дейн Дехаан) и его напарница, серьёзная и деловитая сержант Лорелин (Кара Делевинь).
По пути на очередное задание Валериану снится далёкая планета Мюл (ориг. Mül), которую населяет гуманоидная раса инопланетян, живущая общинным строем в полной гармонии с окружающей природой. Они добывают местный жемчуг, содержащий огромное количество энергии и используют специальных животных для увеличения его запасов. Однако, внезапно на планету вторгается неприятель: жители наблюдают космический бой в атмосфере между огромными космическими кораблями, обломки которых падают на поверхность. Жители во главе с правителем обследуют один из упавших кораблей, случайно запираясь изнутри, при этом принцесса планеты Лайхо-Мина (Саша Лусс) остаётся снаружи. Став невольными узниками, жители видят, как особенно крупный звездолёт терпит крушение, вызывая мощнейший взрыв, который уничтожает всё живое на планете. Перед своей гибелью принцесса успевает отправить телепатическое сообщение.
Потрясённый Валериан просыпается. Они с Лорелин приближаются к месту назначения и собираются приземляться на целевую планету. Как бы между делом Валериан предлагает Лорелин стать его подругой и даже выйти за него замуж, но она не придаёт значения его словам, отмечая его «любвеобильность». Анализ мозга, проведённый бортовым ИИ корабля агентов показывает, что Валериан во время сна получил некий вневременной телепатический сигнал. Министр обороны (Херби Хэнкок) лично связывается с агентами и сообщает, что их миссия — найти некий «конвертер». Этот конвертер — маленькое животное, последнее в своём роде; в настоящее время оно находится в руках торговца на чёрном рынке Игона Сирусса (озв. Джон Гудмен).
На Великом рынке песчаной планеты Кириан (ориг. Kirian), в альтернативном измерении, Валериан прерывает встречу между Игоном и двумя неизвестными в капюшонах, вид которых напоминает гуманоидов из его сна; они тоже ищут конвертер. В суматохе Валериану и Лорелин удаётся перехватить конвертер, также майор крадёт энергетическую жемчужину, которой пришельцы с Мюл планировали расплатиться с Игоном. Спасшись от преследования, уже на борту своего корабля Валериан узнаёт, что Мюл был уничтожен 30 лет назад, а вся информация о планете засекречена. Лорелин между тем выхаживает зверька и испытывает его на одной из своих серёжек - зверёк поглотив серёжку производит десятки её копий.
Агенты возвращаются на Альфу, где командор Арун Филитт (Клайв Оуэн) сообщает им о новом задании: центр города ещё год назад подвергся радиоактивному облучению неизвестными существами, нахождение там без скафандра грозит смертью. Бойцы спецназа, отправленные в этот район, не вернулись, а зона облучения постоянно увеличивается. Также Валериану и Лорелин поручено защищать командира во время проведения Совета безопасности представителей станций; вопреки требованию командира, Лорелин оставляет зверька у себя.
Начинается Совет, командор Филитт произносит вводную речь, как вдруг зал внезапно атакуют неизвестные, выводя из строя охрану специальным оружием, но при этом не убивая, и похищают Филитта. Валериану удаётся освободиться, он преследует похитителей до облучённой зоны, но во время погони разбивает свой космоплан. Лорелин нанимает инопланетян, зарабатывающих на продаже важной информации, известных как Доган Дагис (ориг. Dogan Daguis), для поиска напарника и в итоге находит его без сознания на границе облучённой зоны. Она приводит его в чувство, напарники разговаривают, как вдруг Лорелин попадает в ловушку, её похищают представители примитивного племени, Буланские баторы с планеты Гоара (ориг. Boulan Bathors of the planet Goara), и представляют на обеде их императора в качестве блюда. Валериан хитростью проникает на территорию племени с помощью существа-полиморфа по имени Баббл (ориг. Bubble; Рианна). Они спасают Лорелин и убегают, однако Баббл оказывается смертельно раненой: она умирает на руках у Валериана.
Валериан и Лорелин отправляются вглубь якобы облучённой зоны и обнаруживают, что на самом деле она не опасна и в ней расположен корпус какого-то древнего космического корабля. Через защитный экран они попадают внутрь громадного зала, где встречают тех самых гуманоидов из сна Валериана, известных как Перлы (ориг. Pearls), командор Филитт находится у них без сознания. Лидер Перлов, император Хабан Лимай (ориг. Haban Limaï, озв. Элизабет Дебики), объясняет, что его народ мирно жил на Мюле, пока в небесах их планеты не произошла жестокая битва между Федерацией и другой противоборствующей фракцией. В то время именно Филитт, командующий войсками людей, приказал использовать термоядерные ракеты, которые вывели из строя вражеский корабль-базу, что вызвало его катастрофическое для планеты крушение. После смерти принцессы Лайхо-Мины, её душа, как это бывает с некоторыми Перлами, перенеслась в тело Валериана.
Перлы продолжают свой рассказ: оказавшись запертыми в сбитом звездолёте в разгар битвы, они смогли пережить апокалипсис; постепенно они исследовали этот корабль, отремонтировали его и вывели в космос, путешествуя и изучая технологии и историю людей. В конце концов они прибыли на Альфу, где усвоили больше знаний и построили уже собственный корабль. Для его запуска им необходим конвертер и единственная уцелевшая энергетическая жемчужина. Добыв их, Перлы планируют разыскать в космосе пригодную планету и терраформировать её по аналогии с родной. Филитт между тем приходит в себя, понимает, что происходит, и признаёт свою роль в устроенном геноциде, но утверждает, что все эти действия были необходимы для того, чтобы закончить войну, а их сокрытие — для сохранения авторитета и влияния людей как на «Альфе», так и во всей галактике. Валериан и Лорелин понимают, что командор пытается избежать заслуженного наказания. Он пытается убедить героев в своей правоте и «арестовать» Перлов. Когда Филитт становится особенно агрессивным, Валериан одним резким ударом нокаутирует его.
Валериан передаёт Перлам жемчужину, но колеблется насчёт конвертера, однако Лорелин убеждает напарника вернуть и его. Пока Перлы готовят свой космолёт, заранее подготовленные Филиттом на случай нештатной ситуации роботизированные солдаты атакуют как Перлов, так и солдат правительства, посланных на помощь Валериану, но в конечном итоге терпят поражение. Перлы прощаются со спецагентами и улетают, а Филитта арестовывают. Валериан и Лорелин также поднимаются в небо на борту командно-служебного модуля и дрейфуют в космосе, обсуждая предстоящий отпуск и свои будущие отношения.

## В ролях

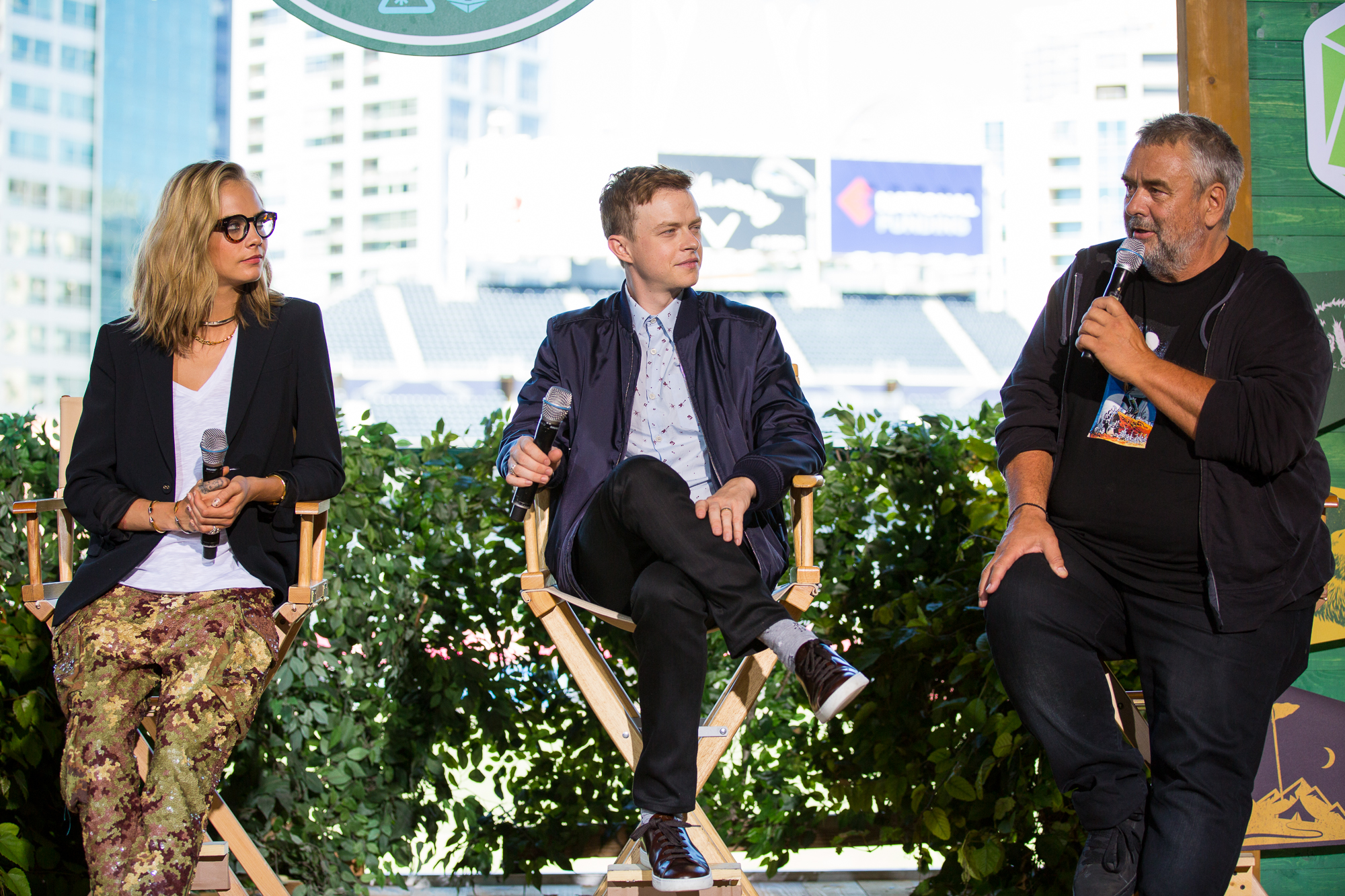
Исполнители главных ролей Кара Делевинь и Дейн Дехаан вместе с режиссёром Люком Бессоном представляют фильм на фестивале Comic-Con 2016 в Сан-Диего

| Актёр           | Роль                                                                               |
| --------------- | ---------------------------------------------------------------------------------- |
| Дейн Дехаан     | спецагент Объединённой человеческой федерации, напарник Лорелин Майор Валериан     |
| Кара Делевинь   | спецагент Объединённой человеческой федерации, напарница Валериана Сержант Лорелин |
| Клайв Оуэн      | командор и непосредственный руководитель Валериана и Лорелин Арун Филитт           |
| Джон Гудмен     | Главарь пиратов и самый разыскиваемый преступник галактики Игон Сирусс (озвучка)   |
| Рианна          | инопланетный полиморф-артист Баббл                                                 |
| Сэм Спруэлл     | генерал Окто Бар                                                                   |
| Херби Хэнкок    | министр обороны                                                                    |
| Крис Ву         | сержант Неза                                                                       |
| Элизабет Дебики | Хабан Лимай (озвучка)                                                              |
| Итан Хоук       | сутенёр Джолли                                                                     |
| Ален Шаба       | пират Боб                                                                          |
| Рутгер Хауэр    | Президент Всемирной федерации                                                      |
| Саша Лусс       | принцесса Лайхо-Мина                                                               |
| Ола Рапас       | майор Гибсон                                                                       |
| Полин Оаро      | императрица Алои                                                                   |
| Матьё Кассовиц  | гид на Большом рынке                                                               |
| Луи Летерье     | капитан, приветствующий Меркьюри                                                   |
| Оливье Мегатон  | капитан, приветствующий КСО2                                                       |
| Сэм Дуглас      | американский турист                                                                |

## Создание

### Разработка
«Валериан и Лорелин» — популярная серия французских комиксов, повествующая о путешествиях космических агентов. За время существования серии было распродано около 10 миллионов экземпляров, она переведена на 21 язык. Люк Бессон с детства был поклонником этих комиксов, но, когда уже стал режиссёром, то не рассматривал возможность снять по ним фильм. Идея по адаптации пришла в голову режиссёру во время производства фильма «Пятый элемент». Во время разработки Бессон познакомился с иллюстратором «Валериана и Лорелин» Жан-Клодом Мезьером, который однажды спросил у кинематографиста: «Почему ты делаешь этот дерьмовый фильм? Почему ты не делаешь Валериана?» Бессон ответил: «Потому что это невозможно». Режиссёр перечитывал комиксы и понимал, что с нынешними технологиями невозможно создать фильм, хотя бы из-за большого количества различных монстров. Через некоторое время Люк Бессон всё же приступил к написанию чернового варианта сценария. Когда он был написан, режиссёр начал искать финансирование для будущего проекта.
В 2009 году вышел фантастический фильм Джеймса Кэмерона «Аватар». По мнению Бессона, фильм принёс две новости. Хорошая состояла в том, что визуальные эффекты и техника достигли высокого уровня. «Технически, я видел, что мы можем сделать всё сейчас. Плохая новость заключалась в том, что я выбросил свой сценарий в мусор, буквально, когда вернулся с показа». По мнению Бессона, первоначальный сценарий был недостаточно хорош, поэтому он занялся его переписыванием.

### Производство
В 2012 году было объявлено, что у Люка Бессона появились планы по производству нового фильма, который как раз являлся адаптацией комиксов о «Валериане». 12 мая 2015 года Бессон сообщил в своём твиттере, что он снимет фильм под названием «Валериан и город тысячи планет», основанный на серии французских комиксов, а главные роли получили Дейн Дехан и Кара Делевинь. 19 августа 2015 года Клайв Оуэн подписался в фильме на роль командора Аруна Филитта. 28 октября 2015 года Рианна присоединилась к актёрскому составу. 5 декабря 2015 года Итан Хоук получил роль в фильме. 7 декабря 2015 года TheWrap сообщил, что Джон Гудмен озвучит инопланетянина. 12 декабря 2015 Херби Хэнкок получил роль в фильме. 14 декабря 2015 года Бессон объявил, что Крис снимется в грядущей картине. 13 января Люк Бессон сообщил в Instagram, что к актёрскому составу присоединился Рутгер Хауэр.

### Съёмки
Съёмки фильма проходили на киностудии Cité du Cinéma в Сен-Дени с января по август 2016 года.
На производство «Валериана и города тысячи планет» было затрачено примерно 180 миллионов долларов, что классифицирует его в качестве самого дорогого французского и европейского фильма.

## Критика
Критики дали фильму смешанные оценки, похвалили проработанный мир фильма и графику, однако назвали сюжет крайне слабым и исполнение некоторых актёров плохим. На сайте Rotten Tomatoes фильм имеет рейтинг 48 %, основанный на 271 рецензии критиков, со средним баллом 5,5/10. Общий консенсус критиков гласит, что «Валериан и город тысячи планет» использует исключительно кинетическую энергию и визуальные острые ощущения, чтобы компенсировать серьёзные пробелы и недостатки в сюжетном повествовании. На сайте Metacritic оценка фильма составляет 51 из 100 на основе 43 рецензий. На французском развлекательном веб-сайте AlloCine средняя оценка фильма составила три звезды из пяти. Зрительская аудитория на сайте CinemaScore дала фильму среднюю оценку B- по шкале от А до F.